# 折口信夫
折口 信夫（おりくち しのぶ〈のぶを〉、1887年〈明治20年〉2月11日 - 1953年〈昭和28年〉9月3日）は、日本の民俗学者、国文学者、国語学者であり、釈迢空（しゃく ちょうくう）と号した詩人・歌人でもあった。
折口の成し遂げた研究は、「折口学」と総称されている。柳田國男の高弟として民俗学の基礎を築いた。みずからの顔の青痣（あざ）をもじって、靄遠渓（あい・えんけい＝青インク、「靄煙渓」とも）と名乗ったこともある。

## 経歴
出生から修学期

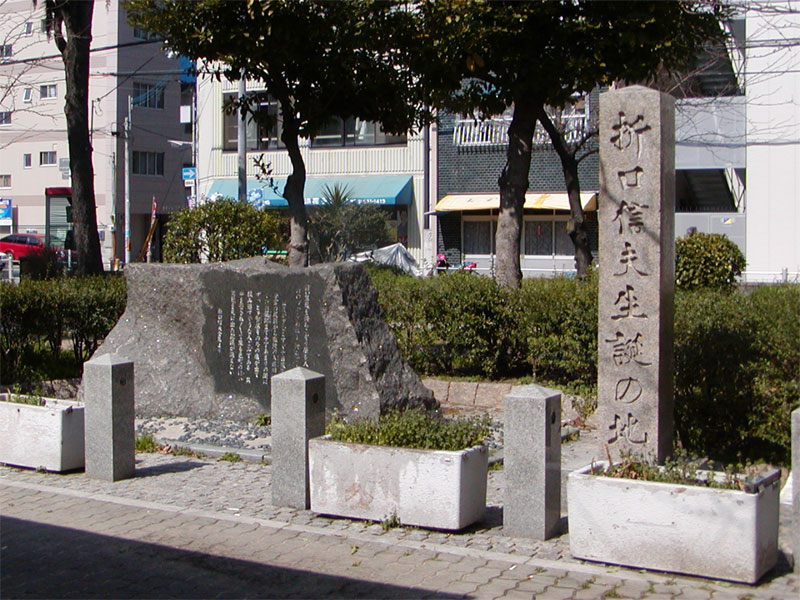
「折口信夫生誕の地」の碑と文学碑（大阪市浪速区敷津西1丁目）

1887年2月11日、大阪府西成郡木津村（現：大阪市浪速区敷津西1丁目・鷗町公園）に父秀太郎、母こうの四男として生まれた。信夫の祖父の造酒之介が、飛鳥坐神社の社家の出身ということもあり、終生、折口はそれを自慢していた（養子なので直接血縁はないと言われている）。1890年より木津幼稚園に通う。1892年、木津尋常小学校（現在の大阪市立敷津小学校）に入学。1894年、叔母えいから贈られた『東京名所図会』の見開きに初めて自作歌を記した。感謝の念篤く、後年『古代研究』にこの叔母への献詞を載せている。1896年、大阪市南区竹屋町にあった育英高等小学校に入学。
1899年4月、大阪府第五中学校（後の天王寺中学）に入学。この頃には大阪の名所旧跡の地理に詳しくなっており、放課後や日曜日には友人とよく御勝山古墳の辺りを散歩していたとされる。中学の同級生には武田祐吉（国文学者）、岩橋小弥太（国史学者）、西田直二郎などがいた。1900年夏に大和の飛鳥坐神社を一人で訪れた。その折に、9歳上の浄土真宗の僧侶で仏教改革運動家である藤無染（ふじ・むぜん）と出会って初恋を知ったという説がある。富岡多惠子によると、迢空という号は、このとき無染に付けられた愛称に由来している可能性があるという。
1901年、15歳になったこの年に父親から橘千蔭『万葉集略解』を買ってもらった。作歌にも励み、『文庫』『新小説』に投稿した短歌一首ずつが入選。しかし1902年に中学の成績が下がり、暮れに自殺未遂。1903年3月にも自殺未遂したが、「作歌多し」であった。1904年3月、卒業試験にて、英会話作文・幾何・三角・物理の4科目で落第点を取り、原級にとどまる。この時の悲惨さが身に沁みたため、後年、教員になってからも、教え子に落第点は絶対につけなかった。同じく後年、天王寺中学から校歌の作詞を再三頼まれたが、かたくなに拒み続けたと伝えられる。大和に3度旅行した際、室生寺奥の院で自殺を図った若き日の釈契沖に共感、死への誘惑に駆られた。二上山が眼前に三輪山が遠方に、両方見える村の友人の屋敷に複数回滞在している。
1905年3月、天王寺中学校を卒業。医学を学ばせようとする家族の勧めに従って第三高等学校受験に出願する前夜、にわかに進路を変えて上京し、新設の國學院大學の予科に入学。藤無染と同居する。この頃に約500首の短歌を詠んだ。1907年、國學院予科を修了し、本科国文科に進んだ。この時期國學院大學において国学者三矢重松に教えを受け、強い影響を受けた。また短歌に興味を持ち、根岸短歌会などに出入りした。1910年7月、國學院大學国文科を卒業。卒業論文は「言語情調論」であった。
今宮中学教員として
卒業後は大阪に戻り、1911年10月に大阪府立今宮中学校の嘱託教員（国漢担当）となった。1912年8月に伊勢、熊野を巡る旅に出た。1913年12月「三郷巷談」を柳田國男主催の『郷土研究』に発表し、以後、柳田の知遇を得た。
再上京
1914年3月、今宮中学校を退職し、上京。折口を慕って上京した生徒達を抱え、高利貸の金まで借りるどん底の暮らしを経験したという。1916年、30歳に時に國學院大學内に郷土研究会を創設。『万葉集』全20巻（4516首）の口語訳上・中・下を刊行。1917年1月、私立郁文館中学校教員となった。同年2月には「アララギ」同人となり、選歌欄を担当することになった。一方で、國學院大學内に郷土研究会を創設するなどして活発に活動した。
1919年1月、國學院大學臨時代理講師に就いた。また、万葉辞典を刊行。1921年7月 - 9月、柳田國男から沖縄の話を聞き、最初の沖縄・壱岐旅行に出た。1922年1月、雑誌『白鳥』を創刊する。同年4月には國學院大學教授となり、穂積忠らを教えた。
1923年6月、慶應義塾大学文学部講師となり「三田文学」にも深く関わった。第2回目の沖縄旅行に出た。1924年1月、亡師三矢重松の「源氏物語全講会」を遺族の勧めで再興。後にこの会を慶應義塾大学に移し、没年まで活動を続けた。またこの年には「アララギ」を去って、北原白秋らと共に歌誌『日光』を創刊した。
1925年5月、処女歌集『海やまのあひだ』を刊行。1927年6月、國學院の学生らを伴って能登半島に採訪旅行し、藤井春洋の生家を訪ねた。1928年4月、慶應義塾大学文学部教授に昇格し、芸能史講座を開講した。1929年、川田順、斎藤茂吉、前田夕暮、松村英一、北原白秋らが設立した日本歌人協会（東京市本郷区駒込）に加入。1932年、文学博士号を取得。日本民俗協会の設立に関わり、幹事となった。
1935年11月、大阪木津の折口家から分家。第3回目の沖縄旅行。1940年4月、國學院大學文学部に「民俗学」講座を設けた。愛知県三沢の花祭り、長野県新野雪祭りを初めて見た。
1941年8月、中国大陸を旅し、北京にて講演。同年12月8日、太平洋戦争（大東亜戦争）に突入し、藤井春洋は応召。1942年、『天地に宣る』を出版。1944年、藤井春洋は硫黄島に着任。春洋を養嗣子として入籍。1945年3月、第1回大阪大空襲で生家が焼失。大本営が藤井春洋のいる硫黄島の玉砕を発表。同年8月15日の終戦の玉音放送を聴くと、箱根山荘に40日間籠もった。
戦後
1948年4月、『古代感愛集』により日本芸術院賞を受賞。同年12月には第1回日本学術会議会員に選出された。1949年7月、能登一ノ宮に戦死した春洋との父子墓を建立した。1950年と翌51年は宮中御歌会選者を拝命。
1953年7月初め箱根仙石原の別荘に行くも健康がすぐれなかった。同年8月31日、衰弱が進んで慶應義塾大学病院に入院。同年9月3日、胃癌により永眠。養子として迎えて戦死した春洋と共に、気多大社がある石川県羽咋市一ノ宮町に建立した墓に眠る。また、折口家の菩提寺願泉寺（大阪市）に分骨が納められている。

## 受賞・栄典
- 1948年：『古代感愛集』により昭和22年度日本芸術院賞を受賞。
- 1957年：第1期全集に対して昭和31年度日本芸術院恩賜賞を受賞[11]。

## 民俗学研究者として

### 柳田國男との関係
柳田國男との間には、以下のようなエピソードがあった。
1915年（大正4年）の『郷土研究』誌に載った論文で、互いに似通った折口と柳田の論文が前後して載せられるという事件があった。折口が昨年のうちに送ったものが採用されず、柳田の「柱松考」が3月号、折口の「髯籠の話」が4-5月号に載ったというものだが、それを後に振り返って折口が言った「先生の「柱松考」を先に見ていれば、わたしは「髯籠の話」など書かなかった」という言葉に、潔癖さ、厳しさが表れている。
そして、柳田も「（折口君という人は）真似と受け売りの天性嫌いな、幾分か時流に逆らっていくような、今日の学者としては珍しい資質を具えている」と、その点では認めていた。ただし、「マレビト」を認めない柳田と折口の間に論争があったのも事実である。両者は国学発展の祖に当たる賀茂真淵・本居宣長と同じく、教えを受けながらも正当だと思ったところは譲らず、真理の追究を磨く学者の関係を持っていたといえる。なお、『遠野物語』（現行版は角川ソフィア文庫）に折口の跋文（後書き）がある。
柳田は、折口よりも12歳年上で、1945年（昭和20年）夏の第二次世界大戦終結時には、共に60歳を越えていた。戦後にのぞみ、重い口調で柳田は折口へ「折口君、戦争中の日本人は桜の花が散るように潔く死ぬことを美しいとし、われわれもそれを若い人に強いたのだが、これほどに潔く死ぬ事を美しいとする民族が他にあるだろうか。もしあったとしてもそういう民族は早く滅びてしまって、海に囲まれた日本人だけが辛うじて残ってきたのではないだろうか。折口君、どう思いますか」と問い、しばらく両者は深く思い沈んでいたという。折口には、18年間を共にした養嗣藤井春洋の硫黄島玉砕という重い出来事があった。その追悼の念は徹底的であり、終戦の玉音放送を聴くと四十日間の喪に服し、自分が死ぬまで遺影前の供養を欠かさなかったという。第二次世界大戦（太平洋戦争・大東亜戦争）で失った戦死者の鎮魂は大きな課題で、戦没者が生前に殉じる価値を見出そうとした皇国の国体などといった観念も昭和天皇の人間宣言とともに潰え果てていた。日本人の神や魂といった問題の意識は柳田も共有していて、折口はその問題を、晩年の論考「民族史観における他界観念」に収斂させていくこととなる。
柳田が民俗現象を比較検討することによって合理的説明をつけ、日本文化の起源に遡ろうとした帰納的傾向を所持していたのに対し、折口はあらかじめマレビトやヨリシロという独創的概念に日本文化の起源があると想定し、そこから諸現象を説明しようとした演繹的な性格を持っていたとされる。

## 歌人・国文学者として
歌人としては正岡子規の「根岸短歌会」、後「アララギ」に「釈迢空」の名で参加し、作歌や選歌をしたが、やがて自己の作風と乖離し、アララギを退会する。1924年（大正13年）北原白秋と同門の古泉千樫らと共に反アララギ派を結成して『日光』を創刊した。
迢空賞
迢空賞は1967年に折口信夫にちなんで設けられた短歌賞で、短歌界では最も格式ある賞とされている。
- 中学校時代に出版されて間もない「国歌大観」を一夏掛け精読し、兄の友人であった加藤順三に｢和歌の表現の至りつくしたのは、玉葉集・風雅集ですよ。｣と語った[14]。
- 同性愛者（男色家）であり、以下のようなエピソードが伝わる。
  - 折口は高弟の加藤守雄に同衾を強要しようとしたことがあった（未遂）。養子の折口春洋（旧姓藤井）は家計をすべて預かり、事実上の配偶者だった。折口春洋の死後は、1947年から岡野弘彦が書生として同居し、死期を看取った。
  - このような折口の性的指向に対して柳田は批判的で、折口の前で加藤に向かって「加藤君、牝鶏（おそらく鶏姦の意）になっちゃいけませんよ」と忠告した[15]こともある。
  - 折口自身は「同性愛を変態だと世間では言うけれど、そんなことはない。男女の間の愛情よりも純粋だと思う。変態と考えるのは常識論にすぎない」と述べている[16]。
  - 『口ぶえ』という、男子中学生同士の恋を叙情的に描いた若い頃の男色小説がある。
- 折口が主査となり博士号を授与した、西角井正慶、高崎正秀、藤野岩友、今泉忠義、大場磐雄の高弟五人を指して折口信夫の五博士という。各博士たちは、折口の学問を継承し、各自の分野において優れた業績を残した。「五博士」という言い方は、折口自身が言い始めた。大場磐雄による西角井正慶の追悼文（「西角井正慶さんのみたまにささげる詞」『芸能』第13巻第2号（通巻144号） 1971年2月）には、「先生（引用者注・折口信夫）によつて学位を頂き、先生から五博士と呼んで下さつた仲間」と書かれている。
- 1931年（昭和6年）に石川県立大聖寺高等女学校の校歌[17]を手がけたことを皮切りに20数校の校歌および國大音頭の作詞を手がける[18][19]。
- 昭和の初め頃の数年間、コカインを常用していた。そのために嗅覚がほとんど失われていた。「まれびと」や「日本文学の発生」といった初期の代表的論文はコカインを常用していた時期に執筆したものである[20]。

## 家族・親族
系譜
折口家は木津の願泉寺門徒の百姓であったが、曽祖父彦七の時から商家となり、生薬と雑貨を商った。
- 祖父：造酒ノ介（みきのすけ）は元、大和の明日香村岡寺前の岡本善右衛門の八男であったが、同地の古社である飛鳥坐神社の累代の神主家飛鳥助信の養子となった上で、折口家に養子として入り、医を本業として従来の家業を兼ねた。
- 父：秀太郎は河内国の名主の家の次男で、折口家の養子となり医を継いだ。信夫が生まれて7年のち双生児の弟が誕生するが、実は母こうが生んだのではなくて、同居する叔母ゆうと父の秀太郎との間に生まれたのであった。こうした家庭内の愛情にかかわる葛藤も、信夫の心に深い陰影を刻んだ[21]。
- 長兄：医者の後を継いだ[4]。

| （先妻） |      |      |      |      |      |  |  |          |        |        |        |        |        |  |  |        |        |        |        |        |        |  |  |  |  |      |      |      |      |      |      |  |  |
|          |      |      |      |      |      |  |  | 彦次郎   | 彦次郎 | 彦次郎 | 彦次郎 | 彦次郎 | 彦次郎 |  |  |        |        |        |        |        |        |  |  |  |  | あゐ | あゐ | あゐ | あゐ | あゐ | あゐ |  |  |
|          |      |      |      |      |      |  |  | 彦次郎   | 彦次郎 | 彦次郎 | 彦次郎 | 彦次郎 | 彦次郎 |  |  |        |        |        |        |        |        |  |  |  |  | あゐ | あゐ | あゐ | あゐ | あゐ | あゐ |  |  |
| 彦七     |      |      |      |      |      |  |  |          |        |        |        |        |        |  |  |        |        |        |        |        |        |  |  |  |  |      |      |      |      |      |      |  |  |
|          |      |      |      |      |      |  |  |          |        |        |        |        |        |  |  | 秀太郎 | 秀太郎 | 秀太郎 | 秀太郎 | 秀太郎 | 秀太郎 |  |  |  |  | 静   | 静   | 静   | 静   | 静   | 静   |  |  |
|          |      |      |      |      |      |  |  |          |        |        |        |        |        |  |  | 秀太郎 | 秀太郎 | 秀太郎 | 秀太郎 | 秀太郎 | 秀太郎 |  |  |  |  | 静   | 静   | 静   | 静   | 静   | 静   |  |  |
|          |      |      |      |      |      |  |  |          |        |        |        |        |        |  |  |        |        |        |        |        |        |  |  |  |  |      |      |      |      |      |      |  |  |
|          |      |      |      |      |      |  |  |          |        |        |        |        |        |  |  |        |        |        |        |        |        |  |  |  |  | 順   |      |      |      |      |      |  |  |
|          |      |      |      |      |      |  |  |          |        |        |        |        |        |  |  |        |        |        |        |        |        |  |  |  |  |      |      |      |      |      |      |  |  |
|          |      |      |      |      |      |  |  | 造酒ノ介 |        |        |        |        |        |  |  |        |        |        |        |        |        |  |  |  |  |      |      |      |      |      |      |  |  |
|          |      |      |      |      |      |  |  |          |        |        |        |        |        |  |  |        |        |        |        |        |        |  |  |  |  |      |      |      |      |      |      |  |  |
|          |      |      |      |      |      |  |  |          |        |        |        |        |        |  |  | こう   | こう   | こう   | こう   | こう   | こう   |  |  |  |  | 進   | 進   | 進   | 進   | 進   | 進   |  |  |
|          |      |      |      |      |      |  |  |          |        |        |        |        |        |  |  | こう   | こう   | こう   | こう   | こう   | こう   |  |  |  |  | 進   | 進   | 進   | 進   | 進   | 進   |  |  |
|          |      |      |      |      |      |  |  |          |        |        |        |        |        |  |  |        |        |        |        |        |        |  |  |  |  |      |      |      |      |      |      |  |  |
| とよ     | とよ | とよ | とよ | とよ | とよ |  |  |          |        |        |        |        |        |  |  | ゆう   | ゆう   | ゆう   | ゆう   | ゆう   | ゆう   |  |  |  |  | 信夫 | 信夫 | 信夫 | 信夫 | 信夫 | 信夫 |  |  |
| とよ     | とよ | とよ | とよ | とよ | とよ |  |  |          |        |        |        |        |        |  |  | ゆう   | ゆう   | ゆう   | ゆう   | ゆう   | ゆう   |  |  |  |  | 信夫 | 信夫 | 信夫 | 信夫 | 信夫 | 信夫 |  |  |
|          |      |      |      |      |      |  |  |          |        |        |        |        |        |  |  |        |        |        |        |        |        |  |  |  |  |      |      |      |      |      |      |  |  |
|          |      |      |      |      |      |  |  |          |        |        |        |        |        |  |  | えい   | えい   | えい   | えい   | えい   | えい   |  |  |  |  | 親夫 | 親夫 | 親夫 | 親夫 | 親夫 | 親夫 |  |  |
|          |      |      |      |      |      |  |  |          |        |        |        |        |        |  |  | えい   | えい   | えい   | えい   | えい   | えい   |  |  |  |  | 親夫 | 親夫 | 親夫 | 親夫 | 親夫 | 親夫 |  |  |
|          |      |      |      |      |      |  |  | つた     |        |        |        |        |        |  |  |        |        |        |        |        |        |  |  |  |  |      |      |      |      |      |      |  |  |
|          |      |      |      |      |      |  |  |          |        |        |        |        |        |  |  |        |        |        |        |        |        |  |  |  |  | 和夫 |      |      |      |      |      |  |  |
|          |      |      |      |      |      |  |  |          |        |        |        |        |        |  |  |        |        |        |        |        |        |  |  |  |  |      |      |      |      |      |      |  |  |

## 著作

### 全集・著作集
- 新版『折口信夫全集』（全37巻別巻3）中央公論新社　1995-2002

1. 1巻『古代研究』国文学篇
2. 2巻『古代研究』民俗学篇 1
3. 3巻『古代研究』民俗学篇 2
4. 4巻『日本文学の発生序説：文学発生論』
5. 5巻『大和時代の文学・風土記の古代生活：古代文学論』
6. 6巻『万葉びとの生活』
7. 7巻『万葉集講義・日本古代抒情詩集』
8. 8巻『東歌疏・選註万葉集抄』
9. 9巻『口訳万葉集』
10. 10巻『口訳万葉集』
11. 11巻『万葉集辞典』
12. 12巻『言語情調論・副詞表情の発生(言語論)』
13. 13巻『新古今前後・世々の歌びと』
14. 14巻『恋の座・近代短歌』
15. 15巻『伊勢物語私記・反省の文学源氏物語：後期王朝文学論』
16. 16巻『国文学・短歌論・国語学』
17. 17巻『春来る鬼・仇討ちのふおくろあ』
18. 18巻『女の香炉・大倭宮廷の剏業期』
19. 19巻『石に出で入るもの・生活の古典としての民俗』
20. 20巻『民族史観における他界観念・神道宗教化の意義：神道・国学論』
21. 21巻『日本芸能史六講』
22. 22巻『かぶき讃』
23. 23巻『日本文学啓蒙』
24. 24巻『海やまのあひだ・春のことぶれ』
25. 25巻『倭をぐな』
26. 26巻『古代感愛集・近代悲傷集』
27. 27巻『死者の書・身毒丸』
28. 28巻『花山寺縁起・東北車中三吟』
29. 29巻『歌の円寂するとき』
30. 30巻『切火評論・雲母集細見』
31. 31巻『自歌自註・短歌啓蒙』
32. 32巻『山の音を聴きながら』
33. 33巻『零時日記・海道の砂』
34. 34巻『総索引』
35. 35巻『万葉集短歌輪講・手帖』
36. 36巻『年譜・著述総目録・講義目録・全集総目次・短歌索引』
37. 37巻『日記・書簡・補遺』
38. 別巻1『折口信夫講義』
39. 別巻2『折口信夫輪講』
40. 別巻3『折口信夫対談』

- 旧版『折口信夫全集』(全31巻・別巻1) 中央公論社 1954
  - 新訂版 (全31巻・別巻1) 中央公論社 1965-1968
  - 新訂再版 (全31巻・別巻1) 中央公論社 1972-1974
- 『折口信夫全集 ノート編』(全18巻・別巻1) 中央公論社 1970-1988
  - 『折口信夫全集 ノート編 追補編』(全5巻)中央公論社[22]
- 『折口信夫芸能史講義 戦後篇』(全2巻) 慶應義塾大学出版会 2015-2016
伊藤好英・藤原茂樹・池田光編、池田彌(弥)三郎による没年までの講義ノートを書籍化
- 『精選折口信夫』(全6巻) 岡野弘彦編・長谷川政春解題、慶應義塾大学出版会 2018-2019

1. 1巻『異郷論・祭祀論』
2. 2巻『文学発生論・物語史論』
3. 3巻『短歌史論・迢空短歌編』
4. 4巻『芸能史論』
5. 5巻『随想ほか・迢空詩編』
6. 6巻『アルバム』

- 『釋迢空短歌綜集』河出書房新社、1987年

歌集・歌論
- 歌集『海やまのあひだ』改造社 1925
- 歌集『春のことぶれ』梓書房 1930
- 歌集『山の端』八雲書店 1946
- 歌集『遠やまひこ』好学社 1948
- 歌集『倭をぐな』中央公論社 1955
- 『釋迢空詩集』思潮社(現代詩文庫) 1975
- 『口訳万葉集』中央公論社(中公文庫) 1975
  - 中央公論社 1995
  - 文庫化 岩波文庫 2017
- 『万葉集』河出書房新社(日本古典文庫) 1976
- 『世々の歌びと』鎌倉文庫 1949[23]
- 『歌の話・歌の円寂する時』岩波文庫 2009[24]
- 『釈迢空全歌集』岡野弘彦編、角川ソフィア文庫 2016
  - 電子書籍化 2022年
- 『釈迢空歌集』富岡多惠子編、岩波文庫 2010
- 『折口信夫古典詩歌論集』藤井貞和編、岩波文庫 2012
  - 電子書籍化
- 『歌の話・歌の円寂する時 他一篇[25]』 岩波文庫 2009[26]
  - 電子書籍化
- 『口訳万葉集』岩波現代文庫 2017[27]

創作作品
- 『死者の書』
  - 『死者の書・身毒丸』中央公論社 1997
  - 文庫化 中公文庫 1999
- 『死者の書』池田彌三郎注解、角川ソフィア文庫 2017[28]
- 『死者の書・口ぶえ』岩波文庫 2010[29]
  - 電子書籍化

国文学・芸能関係論
- 『古代研究』(全4巻) 中公クラシックス 2002-2004

1. 1巻『祭りの発生』2002
2. 2巻『祝詞の発生』2003
3. 3巻『国文学の発生』2003
4. 4巻『女房文学から隠者文学へ』2004

- 『日本藝能史六講』三教書院 1944[30]
  - 文庫化 講談社学術文庫 1991
- 『日本文学の発生序説』齋藤書店 1947
  - 文庫化 河出書房(市民文庫) 1951
  - 文庫化 角川文庫 1975, 2017
- 『かぶき讃』創元社 1953[31]
  - 文庫化 中公文庫 2004
  - 電子書籍化 2010
- 『古代研究』(全6冊) 角川文庫
  - 新編・改版 角川ソフィア文庫 2016-2017[32]
- 『日本文学の発生序説』井口樹生注解、角川ソフィア文庫 2017[33]
- 『折口信夫 近代浪漫派文庫 24』新学社 2005[34]
- 『折口信夫 1887-1953』(ちくま日本文学 25) 筑摩書房 2008[35]
- 『折口信夫集 神の嫁 文豪怪談傑作選』東雅夫編、ちくま文庫 2009
- 『折口信夫文芸論集』安藤礼二編、講談社文芸文庫 2010
  - 電子書籍化
- 『折口信夫天皇論集』安藤礼二編、講談社文芸文庫 2011
- 『折口信夫芸能論集』安藤礼二編、講談社文芸文庫 2012
- 『古事記の研究』中公文庫 2019[36]
  - 電子書籍化

天皇・神道論
- 「御即位式と大嘗祭と」『歴史教育』3-8、歴史教育研究會 1928.12
- 「穀物の神を殺す行事」フレイザー著、折口訳、『土俗と伝説』1巻第1-2号、文武堂 1918.8
- 「原始信仰」『郷土科学講座』1、郷土科学研究会 1931.9
- 「剣と玉」(上代文化研究会公開講演会筆記)『上代文化』7、上代文化研究会 1931.12
- 「皇子誕生の物語」『『東京日日新聞』東京日日新聞社 1933.12
- 「大倭宮廷の剏業期」『改造』14-1、改造社 1933.1
- 「道徳の発生」『表現』2-4、表現社 1933.4
- 「神道の新しい方向」第一放送 1946.6
  - 「神道の新しい方向」『民俗学の話』共同出版社 1949.6
- 「神道宗教化の意義」(関東地区神職講習会講演筆記) 1946.8
  - 「神道宗教化の意義」神社新報社 1947.10
- 「女帝考」『思索』3 1946
- 「神道の友人よ」『神社新報』27 神社新報社 1947
- 「民族教より人類教へ」(神社本庁創立満一周年記念講演会筆記)『神社新報』27 神社新報社 1947
- 「民族史観における他界観念」『古典の新研究』1 角川書店 1952.10

### 代表歌
春のことぶれ 卒業する二兎人に
- 道なかに人かへりみずたちつくす道祖神とわれとさびしと言はむ
- 櫻の花ちりぢりにしもわかれ行く遠きひとりと君もなりなむ 「今昔秀歌百撰83」選者：山本直人
- 葛の花踏みしだかれて、色あたらし。この山道を行きし人あり (海やまのあひだ)
- いきどほる心すべなし。手にすゑて、蟹のはさみをもぎはなちたり (海やまのあひだ)
- 水底に、うつそみの面わ沈透(シヅ)き見ゆ。來む世も、我の寂しくあらむ (海やまのあひだ)

### 校歌(作詞)
- 栃木県立茂木高等学校校歌
- 福岡県立東筑高等学校校歌
- 青森県立八戸工業高等学校校歌
- 愛知県立瀬戸高等学校校歌
- 石川県立羽咋高等学校校歌
- 石川県立金沢二水高等学校校歌
- 石川県立大聖寺高等学校校歌
- 宮城県佐沼高等学校校歌
- 宮城県塩釜高等学校前校歌
- 霞ヶ浦高等学校校歌
- 慶應義塾中等部の歌（作曲・芥川也寸志）
- 三重県立鳥羽高等学校校歌
- 千葉県市川市立八幡小学校校歌

## 主な評論・評伝
関連文献は数百冊あり、下記はあくまで一部、品切絶版を多く含む。
門下生の回想・研究
- 『折口信夫回想』池田彌三郎・加藤守雄・岡野弘彦編、中央公論社、1968年
- 岡野弘彦『折口信夫伝 その思想と学問』 中央公論新社、2000年／ちくま学芸文庫、2020年
- 岡野弘彦解説「粉河寺の朝の少年折口」-『古代研究I 祭りの発生』中公クラシックス、2002年
- 岡野弘彦『最後の弟子が語る 折口信夫』 平凡社、2019年
- 西村亨『折口信夫とその古代学』 中央公論新社、1999年
- 西村亨『折口名彙と折口学』 桜楓社、1985年
- 塚崎進『釈迢空・折口信夫の人生』 桜楓社、1987年
- 加藤守雄『折口信夫伝 釈迢空の形成』 角川書店、1979年 - 評伝研究
- 『迢空・折口信夫研究』 池田彌三郎・加藤守雄、角川書店、1973年 - 弟子2人の対話集
- 『池田彌三郎著作集 7 折口信夫研究』 角川書店、1979年
- 池田彌三郎『私説折口信夫』 中公新書、1972年 - 入門書
- 『折口信夫 まれびと論 日本民俗文化大系 2』池田彌三郎編著、講談社、1978年 - 著作抜粋と解説
- 池田彌三郎『まれびとの座 折口信夫と私』 中央公論社、1961年。中公文庫、1977年 - 回想記・日記
- 池田彌三郎『わが幻の歌びとたち 折口信夫とその周辺』 角川選書、1978年 - 日記。オンデマンド版 2009年
- 池田彌三郎『孤影の人 折口信夫と釈迢空のあいだ』 旺文社文庫、1981年
- 『柳田国男と折口信夫』 池田彌三郎・谷川健一、思索社、1980年／岩波同時代ライブラリー、1994年 - 対話集
- 『折口信夫事典』 西村亨編、大修館書店、1988年、増補版1998年
- 『迢空・折口信夫事典』 有山大五・石内徹・馬渡憲三編、勉誠出版、2000年
- 『折口信夫・釈迢空 その人と学問』 國學院大學折口博士記念古代研究所・小川直之編
おうふう、2005年。没後50年記念出版、9名10編の論考

折口に関する論考集
- 『折口信夫 日本文学研究資料叢書』 同刊行会編・有精堂出版、1972年、新版1989年
- 『現代詩手帖 臨時増刊 特集折口信夫・釋迢空』1973年6月号、思潮社

鷲巣繁男 高橋睦郎 伊藤幹治ほか
- 『短歌 臨時増刊号 迢空・折口信夫特集』1973年11月号、角川書店

馬場あき子 伊馬春部 宮柊二ほか
- 『折口信夫 人と思想』 谷川健一編、三一書房、1974年
- 『折口信夫 文芸読本』河出書房新社、1976年、新版 1984年

室生犀星 山本健吉 前登志夫ほか
- 『現代思想 生誕100年記念総特集 折口信夫』臨時増刊1987年3月号、青土社

川村二郎 佐藤正英ほか
- 『別冊国文学 折口信夫必携』 岡野弘彦・西村亨編、学燈社、1987年、新版 1993年
- 『柳田国男と折口信夫 学問と創作の間 日本文学研究資料新集』高橋広満編、有精堂出版、1989年
- 『谷川健一全集 第19巻 人物2 折口信夫 ほか』 冨山房インターナショナル、2008年
- 『現代思想 総特集 折口信夫』臨時増刊2014年4月号、青土社

安藤礼二 藤井貞和 小松和彦ほか
主に文学者たちの評伝研究
- 『折口信夫対話』池田彌三郎・加藤守雄ほか編、角川選書、1975-1978年

1. 日本の詩歌 - 谷崎潤一郎、川端康成等との対談など
2. 古典と現代
3. 万葉集輪講

- 新編『折口信夫対話集』安藤礼二編・解説、講談社文芸文庫、2013年

- 戸板康二『折口信夫坐談』 中央公論社、1972年、のち中公文庫 - 折口の片言隻句を記述
- 山本健吉『釈迢空』 角川選書、1972年 - 折口門下の一人
- 穂積生萩『私の折口信夫』 中公文庫、2001年
- 山折哲雄『物語の始原へ 折口信夫の方法』 小学館、1997年
- 『執深くあれ 折口信夫のエロス』山折哲雄・穂積生萩 対話、小学館、1997年
- 藤井貞和『折口信夫の詩の成立 詩形／短歌／学』 中央公論新社、2000年
- 藤井貞和『釈迢空 詩の発生と<折口学> 私領域からの接近』 講談社学術文庫、1994年
- 吉増剛造『生涯は夢の中径 折口信夫と歩行』 思潮社、1999年
- 富岡多恵子『釋迢空ノート』 岩波書店、2000年／岩波現代文庫、2006年
- 富岡多恵子・安藤礼二 『折口信夫の青春』 ぷねうま舎、2013年
- 安藤礼二『神々の闘争 折口信夫論』 講談社、2004年／講談社文芸文庫、2024年
- 安藤礼二『折口信夫』 講談社、2014年
- 持田叙子『歌の子詩の子、折口信夫』 幻戯書房、2016年
- 持田叙子『折口信夫 秘恋の道』 慶應義塾大学出版会、2018年
- 伊藤好英『折口信夫 民俗学の場所』 勉誠出版、2016年
- 辰巳正明『折口信夫 東アジア文化と日本学の成立』 笠間書院、2007年
- 奈良橋善司『釈迢空 折口信夫論』 おうふう、2003年
- 石内徹『折口信夫 日本の作家100人、人と文学』 勉誠出版、2003年
- 木村純二『折口信夫 いきどほる心 再発見日本の哲学』 講談社、2008年／講談社学術文庫、2016年
- 上野誠『魂の古代学 問いつづける折口信夫』 新潮選書、2008年
  - 新版『折口信夫 魂の古代学』 角川ソフィア文庫、2014年
- 上野誠『折口信夫的思考 越境する民俗学者』 青土社、2018年
- 林浩平『折口信夫 霊性の思索者』 平凡社新書、2009年
- 植村和秀『折口信夫 日本の保守主義者』 中公新書、2017年
- 斎藤英喜『折口信夫 神性を拡張する復活の喜び』 ミネルヴァ書房〈日本評伝選〉、2019年

その他
- 『折口信夫紀行 武田太郎写真集』風書房、1974年
  - 増訂版『折口信夫の世界 回想と写真紀行』 芸能学会編、岩崎美術社、1992年
- 『折口信夫と古代を旅ゆく』 芳賀日出男写真・解説、慶應義塾大学出版会、2009年
  - 新編『写真でみる折口信夫の世界』 芳賀日出男、角川学芸出版〈角川ソフィア文庫〉、2017年
- 『ビデオ・学問と情熱17 折口信夫』 岡野弘彦監修、紀伊國屋書店、2000年
  - DVD版『学問と情熱 折口信夫 人間を深く愛する神ありて』 同上、2007年
- 『精選折口信夫VI アルバム』 岡野弘彦編、國學院大學折口博士記念古代研究所監修、慶應義塾大学出版会、2019年

## 折口信夫が登場する作品
小説
- 井沢元彦『猿丸幻視行』講談社。第26回江戸川乱歩賞
- 大塚英志『木島日記』（角川書店、2000年7月）ISBN 4-04-873234-X[37]、角川文庫、2003年3月 ISBN 4-04-419112-3[38]、文庫・改版、2017年9月 ISBN 978-4-04-106268-5[39]。初出はKADOKAWAミステリ1999年11月号、12月号、2000年1月号、3月号〜5月号） - 第22回吉川英治文学新人賞候補作。
- 大塚英志『木島日記 乞丐相』（角川書店、2001年11月）ISBN 4-04-873327-3[40]、角川文庫、2004年3月 ISBN 4-04-419118-2[41]、文庫・改版、2017年9月 ISBN 978-4-04-106269-2[42]。初出はKADOKAWAミステリ2000年12月号〜2001年6月号） - 巻末に「キャラクターファイル」が収録されている。
- 大塚英志『木島日記 もどき開口』（KADOKAWA、2017年11月）ISBN 978-4-04-104221-2[43]。初出は『怪』vol.0026〈2009年4月〉 - vol.0047〈2016年3月〉）
- 大塚英志『木島日記 うつろ舟』（星海社：2022年7月。初出は『KADOKAWAミステリ』2002年4〜5、7〜11月号、2003年1、3月号）
- 大塚英志『木島日記 もどき開口』 上巻（星海社：2023年4月。ISBN 978-4065316207 [44]。初出は角川書店。巻末にスピンオフ新作「根津しんぶん」収録）
- 大塚英志『木島日記 もどき開口』 下巻（星海社：2023年4月。ISBN 978-4065316214 [45]。初出は角川書店。巻末に初期設定小説「人喰い異聞」収録）

折口がモデルの作品
- 三島由紀夫：短篇『三熊野詣』- 国文学者の藤宮教授[46][47]
- 舟崎克彦：児童向け長篇『ゴニラバニラ』（角川書店、1975年）- 民俗学者の折節萎（おりふし・しぼむ）

漫画
- 原作：大塚英志 + 森美夏・画『木島日記』
  - 新装版[48] 全3巻：角川コミックス・エース（装幀：鈴木成一、各・2009年4月）

上）ISBN 978-4-04-715161-1
中）ISBN 978-4-04-715196-3
下）ISBN 978-4-04-715227-4
- 清家雪子 『月に吠えらんねえ』（全11巻）講談社

### 主な引用文献
- 『新潮日本文学アルバム26 折口信夫』 岡野弘彦解説、新潮社、1985年 - 入門書
- 加藤守雄『わが師 折口信夫』 文藝春秋、1967年。朝日文庫、1991年12月 - 回想
- 岡野弘彦『折口信夫の晩年』 中央公論社、1969年。中公文庫、1977年・復刊1991年。慶應義塾大学出版会、2017年
- 岡野弘彦『折口信夫の記』 中央公論社、1996年